# کالین اوشاگنسی
کالین آن اوشاگنسی (انگلیسی: Colleen Ann O'Shaughnessey؛ زاده ۱۵ سپتامبر 1971) یک صداپیشه آمریکایی است. او بیشتر برای صداپیشگی  در مجموعه سونیک خارپشت برای شخصیت مایلز «تیلز» پراور، نقشی که او در فیلم‌های اقتباسی سونیک خارپشت ۲ و سونیک خارپشت ۳ و همچنین مجموعه تلویزیونی ناکلز انجام داده هست شناخته می‌شود. از دیگر کارهای او می‌توان به سورا تاکنوچی در انیمه دیجیمون، جاز فنتون در دنی فانتوم، واسپ در انتقام جویان: قدرتمندترین قهرمانان زمین و اینو یاماناکا و کونوهامارو ساروتوبی در انیمه ناروتو اشاره کرد.

## اوایل زندگی
اوشاگنسی در ۱۵ سپتامبر ۱۹۷۱ در گرندرپیدز، میشیگان به دنیا آمد و مدرک BFA در تئاتر موزیکال از دانشگاه میشیگان دریافت کرد.

## حرفه

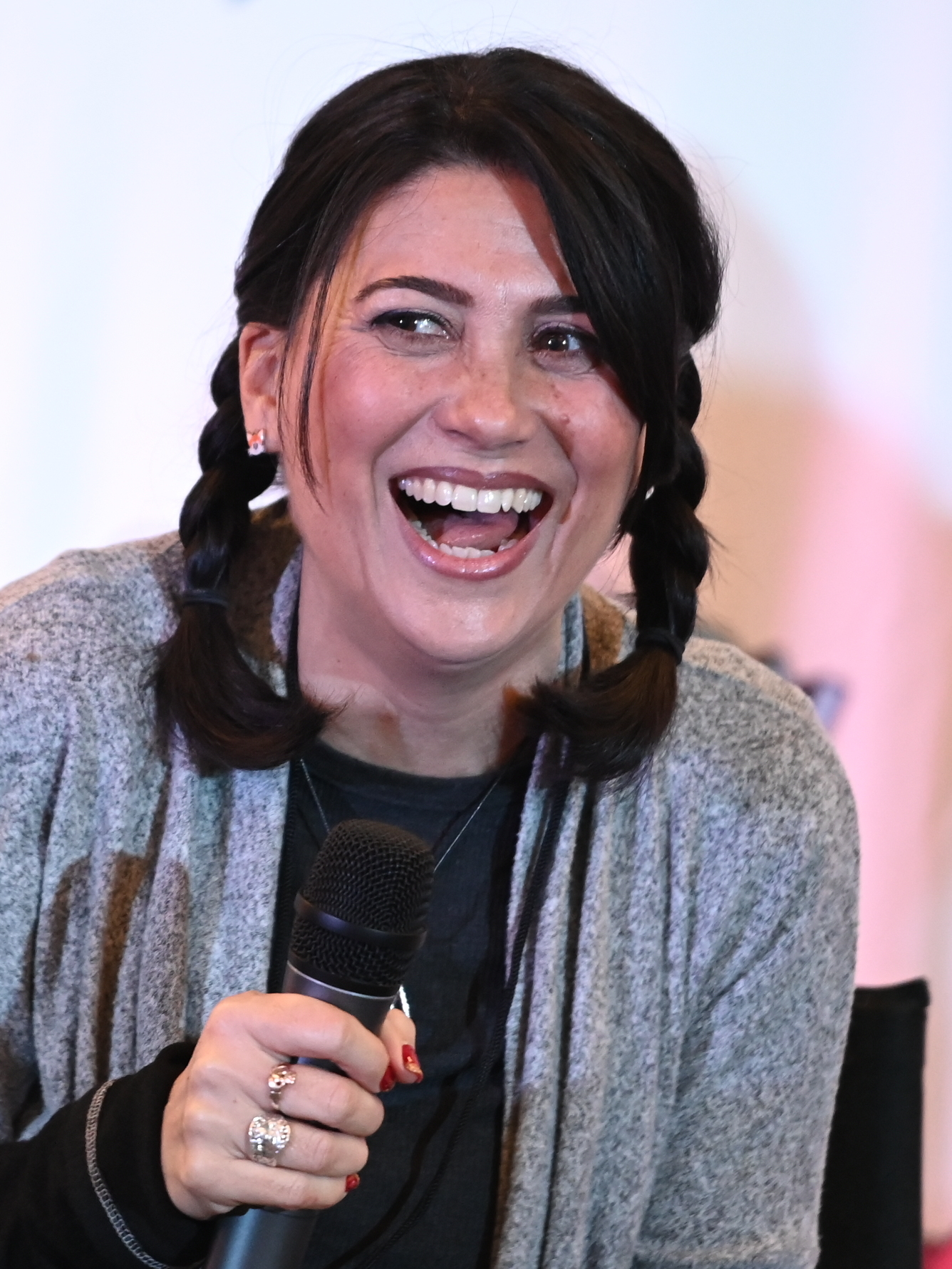
اوشاگنسی در گالکسی کان ۲۰۲۲

او بیشتر به خاطر بازی در نقش سورا تاکنوشی در فصل اول و دوم دیجیمون (نخستین نقش اصلی صداپیشگی او)، جاز فنتون در دنی فانتوم، اینو یاماناکا و کونوهامارو ساروتوبی در ناروتو، نلیل تو اودلشوانک در بلیچ و جانت ون/واسپ در انتقام جویان: قدرتمندترین قهرمانان زمین شناخته شده است.
او همچنین در صنعت بازی‌های ویدئویی کار کرده است، جایی که او صداپیشگی جنیس سیج در قصه‌های سمفونی را بر عهده داشت. از سال ۲۰۱۰ و ۲۰۱۴ به ترتیب، او صداپیشه چارمی بی و مایلز «تیلز» پراور در سریال سونیک خارپشت بوده است.
او نقش سورا تاکنوشی را برای سری فیلم‌های سه‌گانه دیجیمون ادونچر بازی کرد.

## زندگی شخصی
از سال ۲۰۱۸، او به همراه همسرش، جیسون ویلارد، و دو فرزندشان، پسرش کانر (متولد ۲۰۰۱) و دخترش مگی (متولد ۲۰۰۴) در لس آنجلس، کالیفرنیا زندگی می‌کند.

## گزیدهٔ فیلم‌شناسی
در ادامه گزیده‌ای از آثار کالین اوشاگنسی در قالب‌های فیلم، تلویزیون و بازی‌های ویدیویی آمده است که البته تمام آثار وی را پوشش نمی‌دهد.

### انیمه
- بلیچ: جنگ خونین هزار ساله
- بوروتو: ناروتو نسل‌های بعدی[۷]
- سگ‌های ولگرد بونگو
- ککایشی
- هیولا[۸]
- ناروتو
- نودامه کانتابیله
- سیلور مون
- سورت آرت آنلاین
- ومپایر نایت

### انیمیشن
- دنی فانتوم
- جنگجوهای آزادی: ری
- پینگفونگ
- سونیک بوم[۲]
- ساوت پارک

### فیلم
- ماشین‌ها
- هورتون صدایی می‌شنود
- دختر کفشدوزکی و پسر گربه‌ای: فیلم
- دانشگاه هیولاها
- پونیو روی صخره کنار دریا
- سونیک خارپشت[۹]
- سونیک خارپشت ۲ [۱۰]
- سونیک خارپشت ۳
- شهر اشباح
- داستان اسباب‌بازی ۳

### بازی‌های ویدیویی
- عزای سربروس: فاینال فانتزی ۷[۱۱]
- دیزنی بینهایت ۳٫۰[۱۲]
- فال‌آوت ۴
- فاینال فانتزی ۷ بازخلق‌شده
- فاینال فانتزی ۱۳[۱۳]
- فاینال فانتزی ۲–۱۳
- قلب‌سنگی: قهرمانان وارکرفت
- هیتمن
- بازگشت لایتنینگ: فاینال فانتزی ۱۳[۱۴]
- قضاوت گمشده[۱۵]
- متال گیر سالید ۴: سلاح‌های میهن‌پرستان[۱۶]
- نینجای قرمز: پایان افتخار
- شنمو ۳
- سونیک خارپشت
  - سونیک بوم: آتش و یخ
    - سونیک بوم: ظهور لیریک
    - سونیک کالرز
    - سونیک جنریشنز
    - نیروهای سونیک
    - مرزهای سونیک
- ساوت پارک: چوب حقیقت
- مرد عنکبوتی
- باب اسفنجی شلوار مکعبی همراه نیک تونز: گلوبس آف دوم
- جنگ ستارگان: جمهوری قدیم
- برج فانتزی

### مستند
- من آن صدا را می‌شناسم

### سایر
- ویولتا[۱۷]